# 長谷川啟介
長谷川啟介（12月26日—），日本輕小說作家。出生於福井縣。

## 作品
- 《シニガミノバラッド。アンノウンスターズ。》
- 《死神的歌謠》
- （2005年3月）
- （2007年10月）
- 《撲殺天使朵庫蘿》（共著） ISBN 4840234434
-  -This is MIZUTAMASHIRO!!-（2006年12月）

## 註解
1. ↑  長谷川啟介是尖端出版，東立出版社，以及天下文化所翻譯之中文譯名。

## 外部連結
- 作者的網頁 （页面存档备份，存于） （日語）